# Baldassarre Boncompagni
Baldassarre Boncompagni Ludovisi, príncipe de Piombino (Roma, 10 de mayo de 1821 - íd., 13 de abril de 1894) fue un matemático e historiador de las ciencias italiano. Se ocupó de la historia de la matemática; dirigió y editó el Bullettino di bibliografia e di storia delle scienze matematiche e fisiche (“Boletín de bibliografía e historia de las ciencias matemáticas y físicas”) entre 1868 y 1887), el primer periódico italiano dedicado íntegramente a la historia de la matemática, y estuvo a cargo de la primera edición moderna del Liber abaci de Fibonacci.

## Biografía
Descendiente de una rica familia de la nobleza romana, fue el segundo hijo de Luigi Boncompagni Ludovisi y Maria Maddalena Odescalchi. Estudió bajo la guía del matemático Barnaba Tortolini y del astrónomo Ignazio Calandrelli, y prontamente manifestó su interés por la historia de las ciencias, disciplina que abordó especialmente desde los campos filológico y documental. En 1847 el papa Pío IX lo designó miembro de la Accademia Pontificia dei Nuovi Lincei.
De carácter esquivo, considerado excéntrico por algunos, dedicó una parte importante de su patrimonio a los estudios, y a la impresión y difusión de publicaciones científicas propias y de terceros, para lo cual fundó una editorial, la "Tipografia delle Scienze Matematiche e Fisiche". Sostuvo a las instituciones culturales pontificias, para las cuales publicó las Atti dell'Accademia Pontificia dei Nuovi Lincei y el Bullettino meteorologico, órgano del observatorio del Collegio Romano. Entre 1850 y 1862 produjo importantes estudios sobre matemáticos del Medioevo, y en 1868 fundó el Bullettino di bibliografia e di storia delle scienze matematiche e fisiche.
Después de la anexión del Estado Pontificio al Reino de Italia (1870) rehusó participar en las actividades de la nueva Accademia dei Lincei, y no aceptó la nominación a senador del reino que le hiciera Quintino Sella. Fue miembro de otras academias italianas y extranjeras. En el curso de su actividad científica recogió una rica biblioteca, compuesta de seiscientos manuscritos y veinte mil volúmenes, que quedó dispersa después de su muerte.

## Actividad académica
Las primeras obras de relevancia de Boncompagni fueron escritas en 1851: Delle versioni fatte da Platone tiburtino, traduttore del secolo duodecimo y Della vita e delle opere di Gherardo Cremonese, traduttore del secolo decimosecondo, e di Gherardo da Sabbioneta, astronomo del secolo decimoterzo. Estas reconstruían la actividad de Platón de Tívoli y Gerardo de Cremona, que vivieron en la España del siglo XII, entonces región de contacto entre el mundo islámico y la Europa cristiana. Platón y Gerardo fueron parte del numeroso grupo de estudiosos que se dedicaron a traducir, fundamentalmente al latín, obras de matemáticos y filósofos árabes y griegos, contribuyendo al renacimiento de la matemática en Europa después del retroceso que había sufrido en el Medioevo. Entre las traduccioes de Platón de Tívoli se destacan un tratado de astronomía de al-Battānī, las Esféricas de Teodosio de Trípoli, un tratado de al-Maŷrîtî sobre el astrolabio y el Liber in geometria del matemático judío Abraham bar Hiyyā. Entre las de Gerardo de Cremona están el Almagesto de Ptolomeo, los Elementos de Euclides, las Esféricas de Teodosio y las Esféricas de Menelao de Alejandría, así como una adaptación del Álgebra de al-Jwārizmī. Respecto de Gerardo de Cremona, Boncompagni demostró que no debía ser identificado con Gerardo de Sabbioneta (que vivió en el siglo siguiente), como entonces erróneamente se creía.
Ya en estas primeras obras se manifiesta la postura historiográfica de Boncompagni, que privilegia la investigación y la reconstrucción precisa de los textos originales, a expensas del análisis y la interpretación crítica. Seguidamente volcó su atención sobre Leonardo de Pisa, llamado Fibonacci, uno de los matemáticos más importantes del siglo XIII. En 1852 publicó Della vita e delle opere di Leonardo Pisano, matematico del secolo decimoterzo, y en los años siguientes se hizo cargo de la primera edición e impresión de varias obras suyas, entre ellas el Liber abaci y la Practica geometrie. Boncompagni reconstruyó la vida de Fibonacci, identificó exactamente sus obras, descubriendo dos nuevos códices del Liber abaci y estableciendo que fue escrito en 1202, con una edición sucesiva en 1228, y contribuyó a aclarar su importancia en la ciencia medieval, por la presentación de la numeración indoárabe, que entonces apenas comenzaba a ser conocida en Europa, y sus contribuciones a la aritmética y al álgebra.
Continuando con su interés por las traducciones al latín de textos matemáticos árabes, en 1857 Boncompagni publicó dos obras aritméticas de los siglos XII y XIII: Algoritmi de numero Indorum de al-Jwārizmī y Liber algorismi de practica arismetice de Iohannes Hispalensis.
En 1868 Boncompagni comenzó a publicar el Bullettino di bibliografia e di storia delle scienze matematiche e fisiche, una de las primeras revistas específicamente dedicadas a la historia de las ciencias. Financiada íntegramente por él, e impresa en su editorial, la revista fue publicada anualmente hasta 1887, sumando veinte tomos en total. En ella colaboraron importantes estudiosos italianos y extranjeros, entre ellos Moritz Cantor, Charles Henry, Paul Mansion y Antonio Favaro, a quien el propio Boncompagni había dirigido hacia el estudio de la historia de las ciencias. Comprendía artículos, recensiones y sumarios en italiano, francés y latín, ocupándose principalmente de la ciencia medieval y la transmisión de los conocimientos científicos del mundo árabe a la Europa cristiana, la matemática india y china y las obras de Galileo Galilei, tema sobre el cual fueron notables las contribuciones de Favaro. A la matemática en la antigua Grecia y a las obras de los científicos contemporáneos se dedicaba un espacio menor.
En el Bullettino también se publicaron por primera vez cartas de numerosos matemáticos de los siglos XVII, XVIII y XIX, y otras obras inéditas hasta ese momento. Cada número contenía además una bibliografía de publicaciones científicas recientes.

## Obras
- “Recherches sur les integrales définies”. Journal für die reine und angewandte Mathematik, 1843, XXV, pp. 74-96
- “Intorno ad alcuni avanzamenti della fisica in Italia nei secoli XVI e XVII”. Giornale arcadico di scienze, lettere ed arti, 1846, CIX, pp. 3-48
- Della vita e delle opere di Guido Bonatti, astrologo e astronomo del secolo decimoterzo. Roma, 1851
- “Delle versioni fatte da Platone Tiburtino, traduttore del secolo duodecimo”. Atti dell'Accademia Pontificia dei Nuovi Lincei, 1850-51, IV, pp. 247-286
- “Della vita e delle opere di Gherardo Cremonese, traduttore del secolo decimosecondo, e di Gherardo da Sabbioneta, astronomo del secolo decimoterzo”. Atti dell'Accademia Pontificia dei Nuovi Lincei, 1850-51, IV, pp. 387-493
- “Della vita e delle opere di Leonardo Pisano, matematico del secolo decimoterzo”. Atti dell'Accademia Pontificia dei Nuovi lincei, 1851-52, V, pp. 208-245
- Intorno ad alcune opere di Leonardo Pisano. Roma : tipografia delle belle arti, 1854.
- Opuscoli di Leonardo Pisano, pubblicati da Baldassarre Boncompagni secondo la lezione di un codice della Biblioteca Ambrosiana di Milano, Firenze, 1856
- Trattati d'aritmetica pubblicati da Baldassarre Boncompagni, I, Algoritmi de numero Indorum; II, Ioannis Hispalensis liber Algoritmi de practica arismetice. Roma, 1857
- Scritti di Leonardo Pisano, matematico, pubblicati da Baldassarre Boncompagni. 2 vol., Roma, 1857-62
- Bullettino di bibliografia e di storia delle scienze matematiche e fisiche. Tomos I-XX, Roma, 1868-1887

## Homenajes
En su honor se ha nombrado el asteroide (11981) Boncompagni.